# The Mummy and the Humming Bird
The Mummy and the Humming Bird è un film muto del 1915 diretto da James Durkin che si basa sull'omonima pièce di Isaac Henderson, andata in scena a Broadway il 4 settembre 1902.
Charles Cherry, noto attore teatrale inglese, fa qui il suo esordio sullo schermo.

## Trama
Lady Lumley, moglie trascurata di un lord inglese che a lei preferisce le gioie di un laboratorio di ricerca, cerca consolazione al di fuori del matrimonio. Cade così preda delle attenzioni di D'Orelli, uno scrittore italiano che, a un certo momento, le propone di andarsene con lui. La donna accetta, recandosi all'appuntamento. Il marito, che ha cominciato a rendersi conto di ciò che stava accadendo intorno a lui, messo sull'avviso anche dalla storia di Giuseppe, un altro italiano al quale D'Orelli aveva concupito la moglie, riesce a fermare la fuggitiva prima che succeda l'inevitabile. Non riesce però a fermare Giuseppe che, davanti all'odiato rivale, si vendica uccidendolo.

## Produzione
Il film fu prodotto dalla Charles Frohman Company e dalla Famous Players Film Company.

## Distribuzione
Il copyright del film, richiesto dalla Famous Players Film Co., fu registrato l'11 novembre con 1915 il numero LU6940.
Distribuito dalla Paramount Pictures, il film uscì nelle sale cinematografiche statunitensi l'11 novembre 1915.
Non si conoscono copie ancora esistenti della pellicola che viene considerata presumibilmente perduta.